# マークリービル (カリフォルニア州)
マークリービル（英: Markleeville）は、アメリカ合衆国カリフォルニア州北部アルパイン郡の国勢調査指定地域（CDP)であり同郡の郡庁所在地である。2000年国勢調査での人口は197人、2010年では210人だった。
マークリービルのCDPには未編入領域のウッドフォーズが含まれている。

## 歴史
マークリービルの町の始まりは、近くにあったシルバーマウンテンシティで銀の採鉱ブームが最高潮になっていた1861年に、カーソン川の支流に有料橋を架けたジェイコブ・マークリーが土地の権利を主張した時だった。マークリーは1862年6月23日にネバダ州ダグラス郡で1862年6月23日に160エーカー (0.65 km²) の土地を登録したが、境界を測量した後にその権利はカリフォルニア州に届けられた。コムストック・ロード（銀鉱脈）へのラッシュが起きたときに、マークリービルの町がマークリーの土地に建設された。マークリーは鉱山キャンプに運ぶ物資から資産を得ることを期待したが、1863年に起きた銃撃戦で殺された。マークリーを殺した者は正当防衛で釈放された。
1863年にマークリービルに郵便局が開局した。
銀鉱山が閉鎖されたときに、マークリービルはシルバーマウンテンに代わって郡庁所在地となり、それ以降アルパイン郡の政治活動の中心であり続けている。アルパイン郡庁舎は現在マークリーの小屋があった場所に建っており、カリフォルニア州歴史史跡となっている（登録番号240号）。

## 地理
マークリービルは北緯38度41分42秒 西経119度46分49秒 / 北緯38.69500度 西経119.78028度座標: 北緯38度41分42秒 西経119度46分49秒 / 北緯38.69500度 西経119.78028度に位置する。アメリカ合衆国国勢調査局に拠れば、市域全面積は19.1平方マイル (49.5 km2)であり、すべて陸地である。マークリービルのある地域は草が繁茂する渓谷地域にあり、外観上は高山地域である。温泉があり、キャンプに適した州立公園もある。ハイキングに適した道も豊富にある。

## 気候
マークリービルの夏は暖かく時として雨が降る。雨の大半は午後や夕方の雷雨である。夜は 50°F(10℃) 以下になるのが通常である。冬は寒く雪が降ることが多い。1月の平均最高気温は 45.7°F(7.6℃)、最低気温は 17.4°F(−8.1℃) である。7月の平均最高気温は 84.5°F(29.2℃)、最低気温は 43.1°F(6.2℃) である。年間平均で 90°F(32℃) を上回る日は15.7日、32°F(0℃) を下回る日は221.7日ある。過去最高気温は1931年7月11日の 102°F(39℃)、最低気温は1990年12月22日の −25°F(−32 ℃) である。
年間平均降水量は19.16インチ (487 mm) であり、計測可能な降水日は平均して年間59日ある。最も雨が多かった年は1996年で38.35インチ (974 mm)、雨が少なかった年は1976年で11.74インチ (298 mm) だった。1ヶ月間の降水量が最も多かったのは1996年の16.13インチ (410 mm)、24時間雨量で最も多かったのは1950年12月3日の4.72インチ (120 mm) だった。年間平均降雪量は82.9インチ (211 cm) である。最も降雪が多かったのは1916年の144.0インチ (366 cm) であり、この年の1月だけで99.0インチ (251 cm) の降雪があった。

## 人口動態
以下は2000年の国勢調査による人口統計データである。
| 基礎データ - 人口: 197人 - 世帯数: 92世帯 - 家族数: 57家族 - 人口密度: 4.0人/km2（10.3人/mi2） - 住居数: 173軒 - 住居密度: 3.5軒/km2（9.1軒/mi2） 人種別人口構成 - 白人: 97.5% - ネイティブ・アメリカン: 1.5% - その他の人種: 1.0% - ヒスパニック・ラテン系: 1.5% 年齢別人口構成 - 18歳未満: 17.3% - 18-24歳: 3.6% - 25-44歳: 30.5% - 45-64歳: 34.0% - 65歳以上: 14.7% - 年齢の中央値: 45歳 - 性比（女性100人あたり男性の人口） - 総人口: 95.0 - 18歳以上: 101.2 | 世帯と家族（対世帯数） - 18歳未満の子供がいる: 20.7% - 結婚・同居している夫婦: 51.1% - 未婚・離婚・死別女性が世帯主: 7.6% - 非家族世帯: 38.0% - 単身世帯: 30.4% - 65歳以上の老人1人暮らし: 8.7% - 平均構成人数 - 世帯: 2.14人 - 家族: 2.63人 収入と家計（2007年推計） - 収入の中央値 - 世帯: 46,563米ドル - 家族: 63,750米ドル - 性別 - 男性: 49,375米ドル - 女性: 25,972 米ドル - 人口1人あたり収入: 40,774米ドル - 貧困線以下 - 対人口: 15.3% - 対家族数: 7.0% - 18歳未満: 25.0% - 65歳以上: 13.0% |

## マークリービル・デスリッジ
マークリービルでは毎年デスリッジと呼ばれる自転車のラリーがある。そのコースは5つの峠を越える全長129マイル (206 km) であり、高度差の累計は15,000フィート (4,572 m) になる。2009年の大会では3,000人が参加し、2,200人が完走した。